# Mambo No. 5
"Mambo No. 5" là một bài hát được sáng tác và thu âm lần đầu tiên bởi nghệ sĩ thu âm người Cuba Pérez Prado và phát hành vào năm 1950. Năm 2001, nó đã được ghi danh tại Đại sảnh Danh vọng Latin Grammy. Bài hát đã được hát lại bởi nhiều nghệ sĩ, trong đó nổi bật nhất là phiên bản làm mới của nghệ sĩ thu âm người Đức Lou Bega đã trở thành một bản hit toàn cầu.

## Phiên bản của Lou Bega
Năm 1999, nghệ sĩ thu âm người Đức Lou Bega đã viết lời và thu âm lại bản nhạc không lời "Mambo No. 5" của Pérez Prado, với tên gọi "Mambo No. 5 (A Little Bit of...)". Nó được phát hành vào ngày 19 tháng 4 năm 1999 bởi RCA Records như là đĩa đơn đầu tay của Bega, đồng thời là đĩa đơn đầu tiên trích từ album đầu tay của ông, A Little Bit of Mambo (1999). Bega đã đồng viết lời mới cho "Mambo No. 5" với Zippy Davids, với nội dung đề cập đến tình yêu của ông với nhiều người phụ nữ khác nhau được đề cập trong bài hát, trong khi phần sản xuất của nó được đảm nhiệm bởi Goar B, Frank Lio, Donald Fact, Peter Meisel.
Sau khi phát hành, "Mambo No. 5 (A Little Bit of...)" nhận được những ý kiến trái chiều từ các nhà phê bình âm nhạc, trong đó họ đánh giá cao giai điệu bắt tai của nó, nhưng cũng chỉ trích nó là "vô nghĩa" và "phiền phức". Tuy nhiên, bài hát đã gặt hái những thành công ngoài sức tưởng tượng về mặt thương mại, đứng đầu các bảng xếp hạng ở hầu hết những quốc gia nó xuất hiện, bao gồm nhiều thị trường lớn như Úc, Áo, Canada, Pháp, Đức, Ireland, Hà Lan, Thụy Sĩ và Vương quốc Anh. Vị trí thấp nhất của "Mambo No. 5 (A Little Bit of...)" là ở Hoa Kỳ, nơi nó đạt vị trí thứ ba trên bảng xếp hạng Billboard Hot 100.
Video ca nhạc cho "Mambo No. 5 (A Little Bit of...)" được đạo diễn bởi Jorn Heitmann, trong đó Bega ca hát và nhảy múa với nhiều người phụ nữ, bên cạnh những hình ảnh của những người phụ nữ phương Tây trong thập niên 1920 và 1930. Để quảng bá bài hát, nam ca sĩ đã trình diễn nó trên nhiều chương trình truyền hình và lễ trao giải lớn, như CD:UK, The Tonight Show with Jay Leno và Wetten, dass..?. Được đánh giá là bài hát trứ danh trong sự nghiệp của Bega, "Mambo No. 5 (A Little Bit of...)" đã xuất hiện trong nhiều album tổng hợp và phối lại của ông kể từ khi phát hành, bao gồm King of Mambo (2002) và Mambo Mambo – The Best of Lou Bega (2004).

### Danh sách bài hát
Đĩa CD tại châu Âu
1. "Mambo No. 5 (A Little Bit of...)" (radio chỉnh sửa) – 3:39
2. "Mambo No. 5 (A Little Bit of...)" (bản phối mở rộng) – 5:14
3. "Mambo" (Havanna Club phối) – 5:48
4. "Mambo" (The Trumpet) – 6:01

Đĩa CD tại Anh quốc
1. "Mambo No. 5 (A Little Bit of...)" (radio chỉnh sửa) – 3:39
2. "Mambo" (Havanna Club phối) – 5:48
3. "Mambo" (The Trumpet) – 6:01

Đĩa 7" tại Hoa Kỳ
1. "Mambo No. 5 (A Little Bit of...)" (radio chỉnh sửa) – 3:39
2. "Beauty On The TV-Screen" – 4:03

### Xếp hạng
| Bảng xếp hạng (1999)                  | Vị trí cao nhất |
| ------------------------------------- | --------------- |
| Úc (ARIA)                             | 1               |
| Áo (Ö3 Austria Top 40)                | 1               |
| Bỉ (Ultratop 50 Flanders)             | 1               |
| Bỉ (Ultratop 50 Wallonia)             | 1               |
| Canada (RPM)                          | 1               |
| Canada Adult Contemporary (RPM)       | 1               |
| Canada Dance/Urban (RPM)              | 1               |
| Đan Mạch (Tracklisten)                | 1               |
| Châu Âu (European Hot 100 Singles)    | 1               |
| Phần Lan (Suomen virallinen lista)    | 1               |
| Pháp (SNEP)                           | 1               |
| Đức (Official German Charts)          | 1               |
| Ireland (IRMA)                        | 1               |
| Ý (FIMI)                              | 1               |
| Hà Lan (Dutch Top 40)                 | 1               |
| Hà Lan (Single Top 100)               | 1               |
| New Zealand (Recorded Music NZ)       | 1               |
| Na Uy (VG-lista)                      | 1               |
| Scotland (OCC)                        | 1               |
| Tây Ban Nha (AFYVE)                   | 1               |
| Thụy Điển (Sverigetopplistan)         | 1               |
| Thụy Sĩ (Schweizer Hitparade)         | 1               |
| Anh Quốc (OCC)                        | 1               |
| Hoa Kỳ Billboard Hot 100              | 3               |
| Hoa Kỳ Adult Contemporary (Billboard) | 26              |
| Hoa Kỳ Adult Pop Airplay (Billboard)  | 2               |
| Hoa Kỳ Pop Airplay (Billboard)        | 1               |
| Hoa Kỳ Rhythmic (Billboard)           | 1               |

| Bảng xếp hạng (1999)                 | Vị trí |
| ------------------------------------ | ------ |
| Australia (ARIA)                     | 1      |
| Austria (Ö3 Austria Top 40)          | 1      |
| Belgium (Ultratop Flanders)          | 2      |
| Belgium (Ultratop Wallonia)          | 4      |
| Canada (RPM)                         | 7      |
| Canada Adult Contemporary (RPM)      | 22     |
| Canada Dance/Urban (RPM)             | 6      |
| Denmark (Tracklisten)                | 1      |
| Europe (European Hot 100 Singles)    | 2      |
| Finland (Suomen virallinen lista)    | 4      |
| France (SNEP)                        | 1      |
| Germany (Official German Charts)     | 1      |
| Italy (FIMI)                         | 3      |
| Japan (Tokyo Hot 100)                | 86     |
| Netherlands (Dutch Top 40)           | 4      |
| Netherlands (Single Top 100)         | 1      |
| New Zealand (Recorded Music NZ)      | 1      |
| Norway Summer Period (VG-lista)      | 1      |
| Sweden (Sverigetopplistan)           | 6      |
| Switzerland (Schweizer Hitparade)    | 1      |
| UK Singles (Official Charts Company) | 4      |
| US Billboard Hot 100                 | 42     |
| Bảng xếp hạng (2000)                 | Vị trí |
| France (SNEP)                        | 82     |

| Bảng xếp hạng (1990–99)              | Vị trí |
| ------------------------------------ | ------ |
| Austria (Ö3 Austria Top 40)          | 39     |
| France (SNEP)                        | 3      |
| Netherlands (Dutch Top 40)           | 23     |
| UK Singles (Official Charts Company) | 34     |

| Bảng xếp hạng | Vị trí |
| ------------- | ------ |
| France (SNEP) | 11     |

### Chứng nhận
| Quốc gia                                                                           | Chứng nhận  | Số đơn vị/doanh số chứng nhận |
| ---------------------------------------------------------------------------------- | ----------- | ----------------------------- |
| Úc (ARIA)                                                                          | 4× Bạch kim | 280.000^                      |
| Áo (IFPI Áo)                                                                       | 2× Bạch kim | 100.000*                      |
| Bỉ (BEA)                                                                           | 3× Bạch kim | 150.000*                      |
| Pháp (SNEP)                                                                        | Kim cương   | 1,532,000                     |
| Đức (BVMI)                                                                         | 3× Bạch kim | 0^                            |
| México (AMPROFON)                                                                  | Vàng        | 75,000                        |
| Hà Lan (NVPI)                                                                      | Bạch kim    | 75.000^                       |
| New Zealand (RMNZ)                                                                 | 3× Bạch kim | 30.000*                       |
| Thụy Điển (GLF)                                                                    | 3× Bạch kim | 90.000^                       |
| Thụy Sĩ (IFPI)                                                                     | 2× Bạch kim | 100.000^                      |
| Anh Quốc (BPI)                                                                     | Bạch kim    | 1,000,000                     |
| * Chứng nhận dựa theo doanh số tiêu thụ. ^ Chứng nhận dựa theo doanh số nhập hàng. |             |                               |